# Stadio Alfredo Beranger
Lo stadio Alfredo Beranger (in spagnolo: Estadio Alfredo Beranger) è un impianto sportivo di Turdera, in provincia di Buenos Aires. Ospita le partite interne del Club Atlético Temperley ed ha una capienza di 21 000 spettatori.

## Storia
L'impianto fu inaugurato il 13 aprile 1924 con un incontro tra la squadra di casa ed il Dock Sud. Fu intitolato ad Alfredo Martín Beranger, presidente del Temperley assassinato l'anno precedente.
Negli anni trenta fu realizzata la gradinata La Barredora, fino al 2014 settore ospiti, in legno, sostituita nel 1947 da una in cemento. Nell'ottobre 1940 fu invece inaugurata la sezione centrale dell'attuale tribuna José Colón Fernández. La tribuna ospiti fu ampliata nella forma attuale nel 1956. Il 29 dicembre dello stesso anno fu inaugurata anche la nuova tribuna di casa, dotata di un palco e quattro cabine per le trasmissioni radiofoniche. Nel 1973 la tribuna fu ampliata ai lati con l'aggiunta di due nuovi settori per una capienza complessiva di 1800 spettatori. La promozione nel massimo campionato nel 1975 spinse il Temperley ad aumentare ulteriormente la capienza del proprio impianto. Così la gradinata La Barredora fu ampliata nelle forme attuali. L'anno seguente fu ingrandita anche la gradinata sud che tuttavia, a causa dell'instabilità del terreno, fu smantellata poco dopo. Questo settore verrà poi ricostruito in cemento armato nel 1983 portando la capienza dello stadio a 20.000 posti.
Nel 2005 fu inaugurato l'impianto d'illuminazione con un'amichevole in notturna contro la squadra riserve del River Plate. Nel 2012 le panche in legno della tribuna furono sostituite con moderni seggiolini di plastica. Con la promozione nel massimo campionato argentino del Temperley si resero necessari nuovi lavori d'adeguamento e ampliamento dello stadio Beranger. Così nei mesi finali del 2015 la vecchia Tribuna Sud fu demolita e ricostruita tra il gennaio ed il febbraio 2016. Il nuovo settore, intitolato a Mariano Biondi, fu inaugurato il 18 febbraio in occasione dell'incontro di campionato contro il Lanús.